# Colletes laevifrons
Colletes laevifrons là một loài Hymenoptera trong họ Colletidae. Loài này được Morawitz mô tả khoa học năm 1894.